# Vlag van Hatohobei

Vlag van Hatohobei

De vlag van Hatohobei bestaat uit een blauw veld met een witte mosselschelp en daarboven drie witte sterren. De sterren staan voor de drie eilanden waaruit de staat bestaat. De mosselschelp staat voor Romohparuh, de eerste persoon op Hatohobei, die het eigendom van het eiland opeiste door een mosselschelp te begraven.